# Argentina Menisová
Argentina Menisová (19. července 1948 Craiova – 3. března 2023) byla rumunská atletka soutěžící v hodu diskem, která získala stříbrnou medaili na olympijských hrách v roce 1972 a na mistrovství Evropy v atletice 1974. Na olympiádě 1976 skončila na šestém místě. 23. září 1972 vytvořila světový rekord, který vydržel osm měsíců. Po odchodu ze soutěží pracovala ve svém klubu Dinamo București.